# 土性沙羅
土性沙羅（1994年10月17日—）是一名日本角力運動員，主攻自由式摔角69公斤級，現所屬於東新住建。至學館大學健康科學部健康運動科學科畢業。指導教練為榮和人。

## 外部連結
- 土性沙羅的X（前Twitter）
- 土性沙羅的Instagram帳戶
- International Wrestling Database （英文）
- 東新住建女子角力部 （页面存档备份，存于） （日語）